# Кваршинская
Кваршинская (также Пещера Ермака) — пещера на правом берегу реки Тагил в Верхнесалдинском городском округе, напротив и несколько ниже устья реки Поперечная (Кваршина), впадающей в Тагил с другого берега. Геологический и геоморфологический памятник природы. Туристский объект.

## Описание
Карстовая пещера, расположенная в береговом утёсе, в 200 метрах ниже устья реки Поперечная (Кваршина). Вход размерами 0,8×1 м примерно в метре над водой (при меженном уровне). Длина пещеры 4-5 м, высота — до 3 м, ширина — 3,5-4 м. Пещера расположена наклонно в сторону реки. За входной частью длиной около метра, располагается грот, сужающийся в верхней части. В дальней части грота две щели размером до 60 см, идущие наклонно вверх.

## Охранный статус
Пещера является геологическим и геоморфологическим памятником природы. Общая площадь ООПТ 2,5 га, по паспорту памятника природы — 10 га.
На береговых скалах в окрестностях пещеры расположены Кваршинские писаницы, наскальные рисунки древних людей.